# سافانا (بلدة)
سافانا بلدة وبلدية في مدغشقر تقع في منطقة واتوواوي-فيتوويناني. وقدر عدد سكان البلدية بحوالي 4000 في إحصاء عام 2001.